# Krásný Les (zámek)
Zámek v Krásném Lese (německy: Schloss Schönwald) je zchátralá a opuštěná pozdně barokní stavba z počátku 18. století v Krásném Lese, místní části obce Petrovice v Ústeckém kraji. Jde o prostou jednopatrovou budovu ve tvaru obráceného písmene L, kterou nechal v roce 1708 postavit František Ignác Vratislav z Mitrovic.

## Historie
Do roku 1791 byl ve vlastnictví rodu Mitroviců a od roku 1802 byl jeho majitelem Josef z Hackelbergu-Landau. V roce 1892 získal panství a zámek do vlastnictví Fridrich hrabě z Vestfálska. Po něm zámek vlastnil obchodník s textilem Antonín Balle ze Cvikova, který byl jeho posledním soukromým majitelem. V roce 1931 zámek zakoupilo město Ústí nad Labem, a během druhé světové války zde byli v letech 1940 až 1941 vězněni francouzští váleční zajatci a posléze od listopadu 1941 do března 1945 starší práceschopní Židé z Ústecka.
O využití zámku k tomuto účelu začalo gestapo uvažovat v létě 1941. Zámek byl částečně renovován (opravou bylo pověřeno 12 Židů z Ústí nad Labem) a v listopadu do něj byli nuceně sestěhovaní první Židé. Celkem sběrným táborem Sammellager Schönwald prošlo 103 osob. Táborový režim byl uvolněnější a internovaní se mohli volně pohybovat po vesnici a nakupovat v místních obchodech. Jejich osud není z velké části znám. Dohromady 55 jich v táboře zahynulo, další byli deportováni do rodinného tábora ve vyhlazovacím táboře Auschwitz-Birkenau.
Po válce zámek sloužil jako hospodářská budova zdejšího státního statku, v důsledku čehož chátral. Jeho údržba však byla zanedbávaná i po roce 1990 a budova značně zchátrala, byla vyrabovaná a pustá. Roku 2018 zanedbaný zámek s propadlými stropy koupil Jan Kilián, s cílem budovu opravit a zřídit v ní expozici o historii zámku a významných rodácích z Krásného Lesa.

## Stavební podoba
Budova zámku má hladkou nečleněnou fasádu a její součástí je barokní portál a tři erbovní znaky a německý citát z Knihy žalmů, umístěné na jeho štítu. Na nejdelší boční stěně je v nadpraží umístěn alianční znak Františka Ignáce Vratislava z Mitrovic, erb jeho manželky Viktorie a německý text o výstavbě zámku. Střecha je strmá valbová a okna jsou obdélníková podle stylu venkovských sídel. V roce 1745 byl zámek přestavěn.

## Galerie

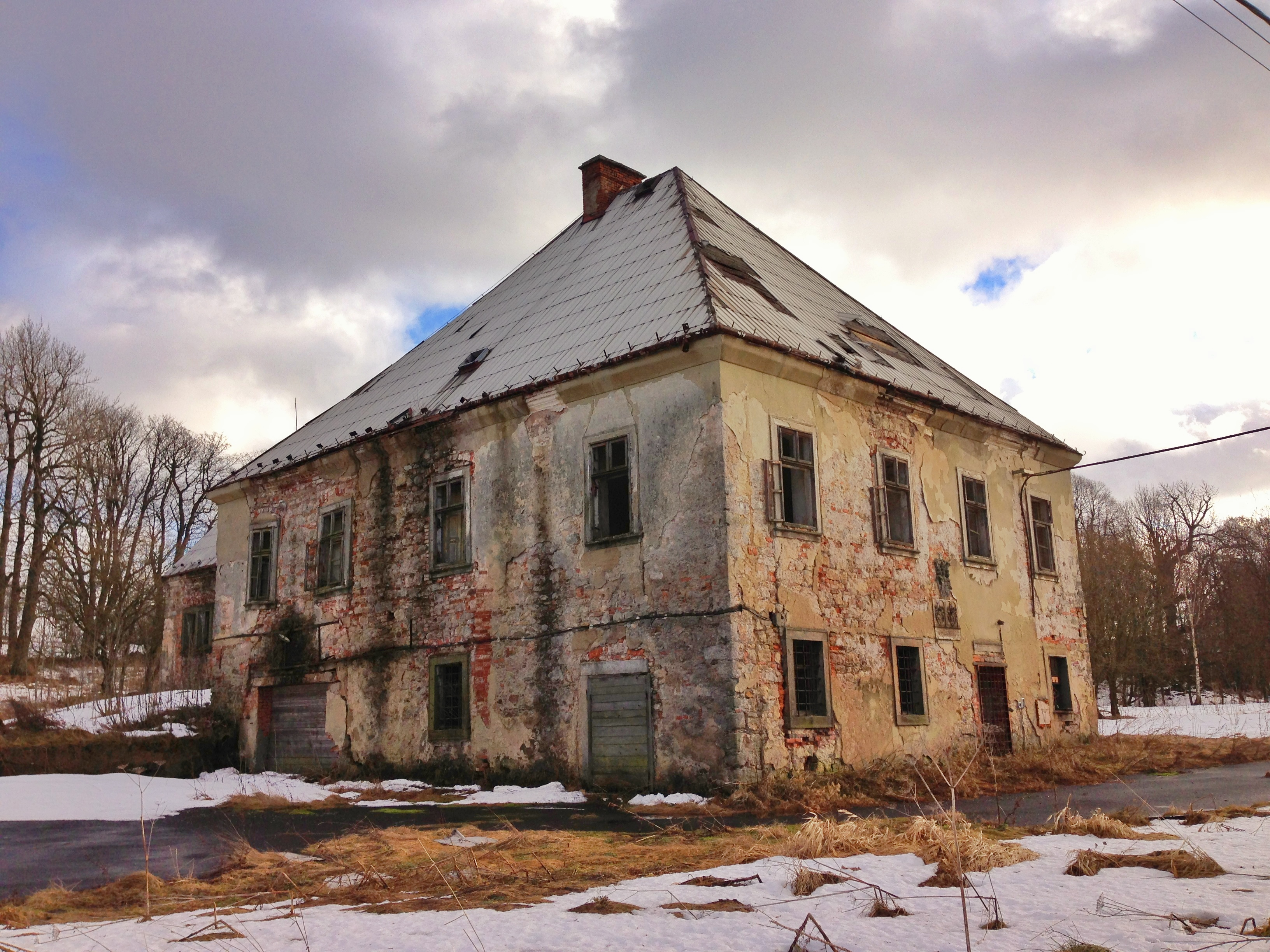
Pohled ze severozápadu
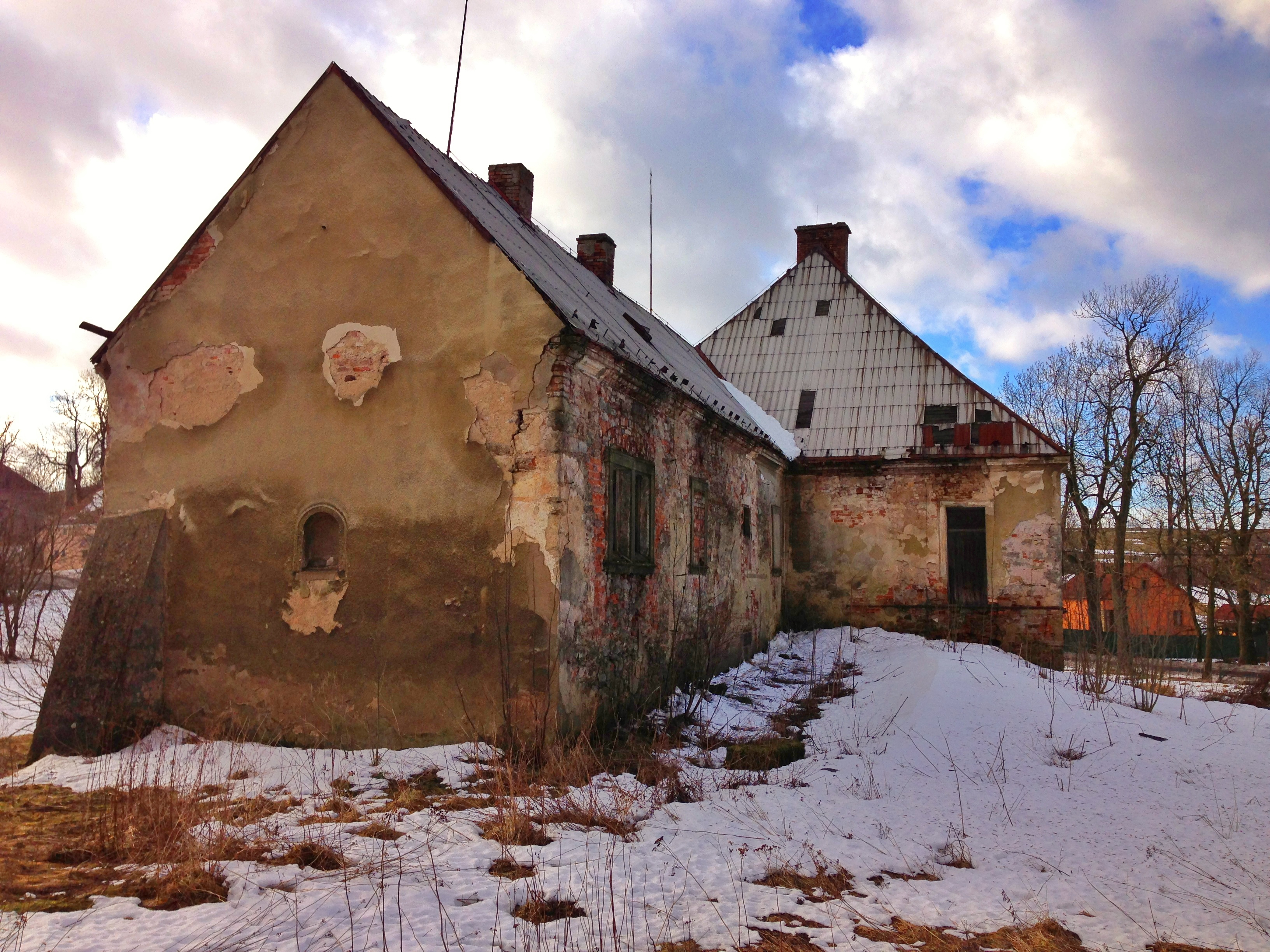
Pohled z východu
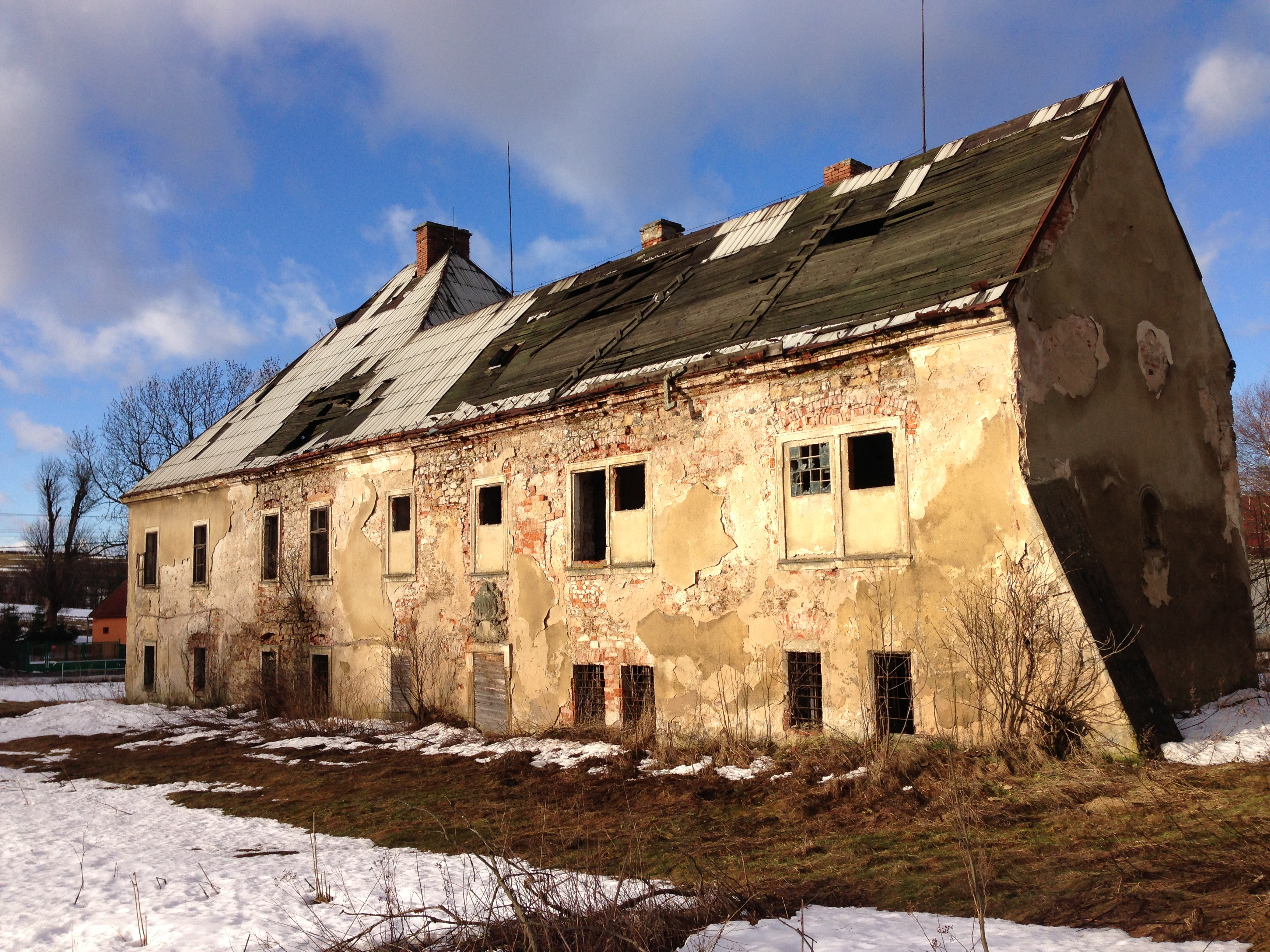
Pohled z jihu. Uprostřed stěny je v nadpraží umístěn alianční znak a kartuše s textem o výstavbě zámku.
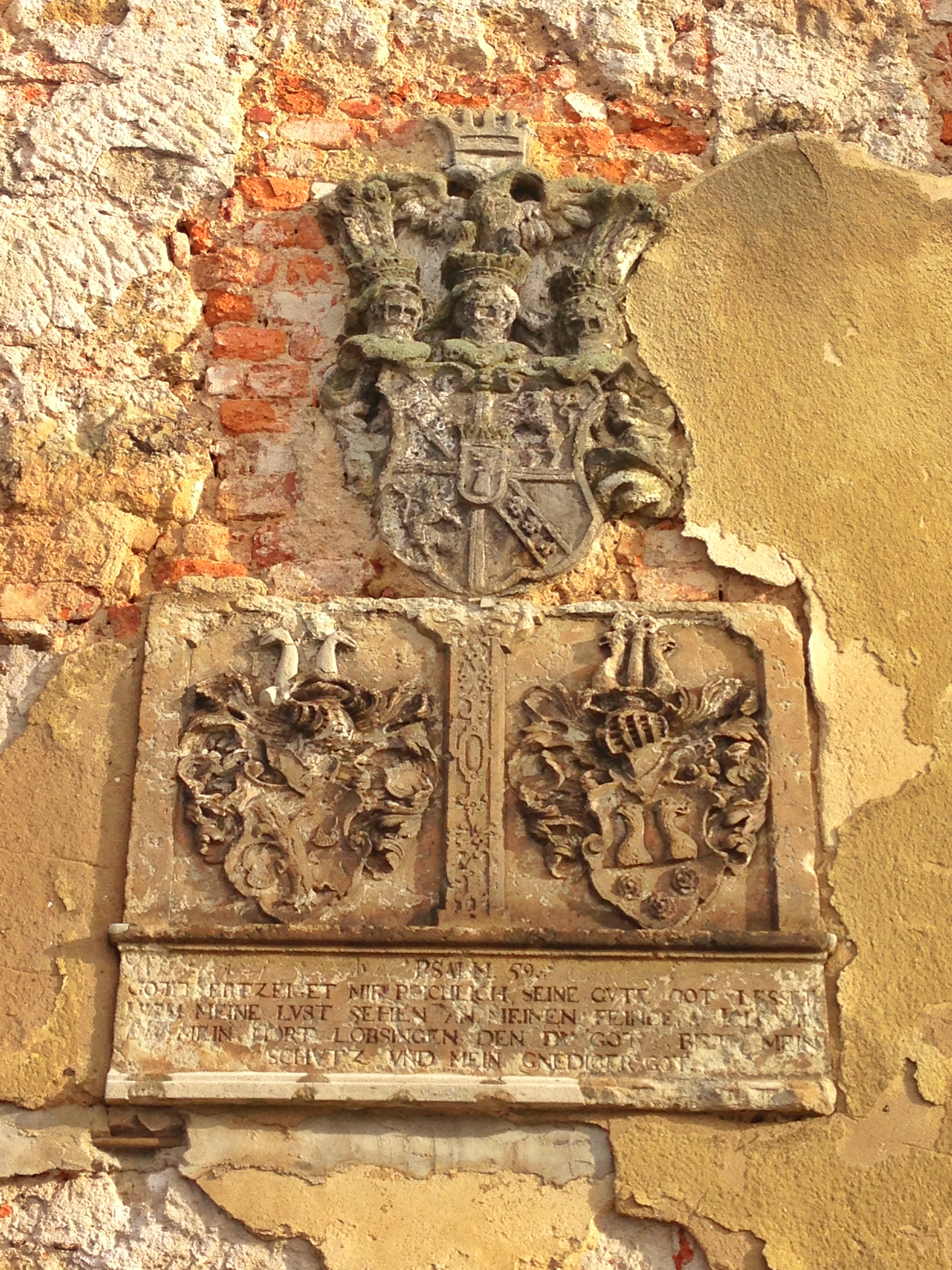
Tři erbovní znaky a citát z knihy žalmu na fasádě budovy